# Tranbygge

Tranbygge är en herrgård i Västra Ryds socken, Upplands-Bro kommun.

## Historik
Tranbygge omtalas första gången i ett dokument från 1100-talets slut ('in Tranbygj'), då Fogdö kloster innehade 5 örtugsland jord i byn. Den byttes någon gång efter 1233 bort till Filip Birgersson (Aspenäsätten). 1286 testamenterade Karl Estridsson (delad sköld) en kvarn med tillhörande jord i Tranbygge ('in Tranbyggæ') till sina brorsöner Karl och Bengt. 1424 omtalas Tranbygge som sätesgård för Birger Olofsson (Lossa-ätten). 1540–1568 omfattade Tranbygge 1 mantal skatte samt en skattekvarn, ett mantal frälse samt år 1562 även en frälsekvarn.
Tranbygge kom senare att tillhöra Claude Roquette, adlad Hägerstierna, genom vars dotter det kom till generalmajor Thomas van der Noot. Senare tillhörde det ätterna Iserhjelm och von Lantinghausen.
Tranbygge var ett välbebyggt säteri under 1600-talet. En ny huvudbyggnad uppfördes 1843 drygt hundra meter sydost om den äldre mangårdsbyggnaden. Denna herrgård brann ned till grunden i samband med pågående renoveringsarbeten på 1990-talet. 
Kvar på platsen för den tidigare 1600-tals-herrgården finns idag en av de äldre timrade flygelbyggnaderna från 1600-talet bevarad. Den motstående flygelbyggnaden brann år 1954.
Tranbygge köptes 1932 av greve Göran Mörner af Morlanda (1893-1987) och var i familjens ägo fram till expropriationen 1965.
1965 tvångsinlöstes Tranbygge tillsammans med Granhammar, Sundby, Torsätra samt Negelstena (i Håbo-Tibble socken) av staten för att bereda plats för Svea Livgardes nya övningsfält och skjutfält. Granhammars slott bevarades efter en långvarig strid mellan Försvarsmakten och kulturella myndigheter och organisationer. Sundby gårds huvudbyggnad revs, medan det mesta av den övriga gårdsbebyggelsen ännu står kvar. Herrgårdarna på Torsätra och Negelstena liksom samtliga gårdsbyggnader utplånades fullständigt, då dessa egendomar var belägna inom skjutfältets område.
Tranbygge byggdes om till ett övningsläger med baracker för tillfällig inkvartering av förband som använder övningsfältet.